# Andrew Cooper
Andrew Dollman Cooper (23 dicembre 1964) è un ex canottiere australiano.

## Palmarès

### Olimpiadi
- 1 medaglia:
  - 1 oro (Barcellona 1992 nel quattro senza)

### Mondiali
- 2 medaglie:
  - 2 ori (Nottingham 1986 nell'otto; Vienna 1991 nel quattro senza)

### Giochi del Commonwealth
- 1 medaglia:
  - 1 oro (Edimburgo 1986 nell'otto)